# 王家に捧ぐ歌
『王家に捧ぐ歌』（おうけにささぐうた）は、宝塚歌劇団のミュージカル作品の一つ。脚本・演出は木村信司、作曲は甲斐正人。
ヴェルディ作曲のオペラ『アイーダ』を宝塚版として新たな脚本・音楽で書き直した作品。
ラダメスとアイーダそしてアムネリスの恋物語を中心にしながらも、「戦いは新たな戦いをうむだけ」をテーマに平和への祈りを高らかに歌い上げる。

## 登場人物
ラダメス
エジプトの若き武将
アイーダ
エジプトの囚人、実はエチオピアの王女
アムネリス
エジプト王ファラオの娘
アモナスロ
エチオピアの王、アイーダの父
ファラオ
エジプトの王、アムネリスの父
ウバルド
エチオピアの王子、アイーダの兄
カマンテ、サウフェ
エチオピア王家の元家臣
ケペル、メレルカ
エジプトの兵士、ラダメスの親友

## 楽曲

### 第一幕
- 甦る魂
- 新たな戦い
- エジプトは領地を広げている
- 終わる 終わらない
- ナイルの流れのように
- お前は奴隷
- アイーダの信念
- ファラオの娘だから
- アムネリスの詰問
- 女官たちのいたぶり
- アムネリスの宣告
- 世界に求む－王家に捧ぐ歌－

### 第二幕
- ラダメスの告白
- 愛している
- 忘れている
- ラダメスの決意
- 月の満ちるころ
- 虫けら
- 神の許し
- 三度の銅鑼
- ファラオの暗殺
- 戦士たちの動揺
- アムネリスの命令
- エチオピアの滅亡
- 狂気のアモナスロ
- アイーダの決意
- ラダメスとアイーダ
- 世界に求む－王家に捧ぐ歌－

## 宝塚歌劇団での上演
2003年 - 星組公演（初演）
- 湖月わたる・檀れいトップコンビお披露目公演として、7月11日から8月18日（新人公演は7月29日）に宝塚大劇場、9月19日から11月3日（新人公演は9月30日）に東京宝塚劇場で上演。
- 正式タイトルは『三井住友VISAシアター グランド・ロマンス「王家に捧ぐ歌」―オペラ「アイーダ」より―』。
- 公演ポスターは森村泰昌が担当。振付にロシアの名バレリーナ、マイヤ・プリセツカヤを招聘した。
- 2003年度文化庁芸術祭演劇部門で優秀賞を受賞。
- 専門誌「ミュージカル」の「2003年ミュージカル・ベストテン」第1位に選ばれたほか、演出家賞も木村信司が受賞した。

2005年 - 星組公演
- 星組選抜メンバーにより2月2日から2月24日まで中日劇場公演として上演。

2015年 - 宙組公演
- 朝夏まなとトップお披露目公演として、6月5日から7月13日（新人公演は6月23日）に宝塚大劇場、7月31日から8月30日（新人公演は8月13日）に東京宝塚劇場で上演。
- トップ娘役の実咲凜音がアイーダ役を務めた。

2016年 - 宙組公演
- 宙組選抜メンバーにより、5月5日から5月28日まで博多座公演として上演。

2022年 - 星組公演
- 星組選抜メンバーにより、2月8日から2月27日まで御園座公演として上演。

### 主な配役
青背景が主演男役、ピンク背景が主演娘役を示す。
|                | 2003年星組 | 2005年星組 中日公演 | 2015年宙組 | 2016年宙組 博多座公演 | 2022年星組 御園座公演 |
| -------------- | ---------- | ------------------- | ---------- | --------------------- | --------------------- |
| ラダメス       | 湖月わたる | 湖月わたる          | 朝夏まなと | 朝夏まなと            | 礼真琴                |
| アムネリス     | 檀れい     | 檀れい              | 伶美うらら | 彩花まり              | 有沙瞳                |
| アイーダ       | 安蘭けい   | 安蘭けい            | 実咲凜音   | 実咲凜音              | 舞空瞳                |
| アモナスロ     | 一樹千尋   | 一樹千尋            | 一樹千尋   | 一樹千尋              | 輝咲玲央              |
| ファラオ       | 箙かおる   | 箙かおる            | 箙かおる   | 箙かおる              | 悠真倫                |
| ウバルド       | 汐美真帆   | 真飛聖              | 真風涼帆   | 桜木みなと            | 極美慎                |
| ケペル         | 立樹遥     | 嶺恵斗              | 愛月ひかる | 澄輝さやと            | 天華えま              |
| メレルカ       | 柚希礼音   | 大真みらん          | 桜木みなと | 瑠風輝                | 天飛華音              |
| カマンテ       | 真飛聖     | 綺華れい            | 澄輝さやと | 蒼羽りく              | ひろ香祐              |
| サウフェ       | 涼紫央     | 麻尋しゅん          | 蒼羽りく   | 星吹彩翔              | 碧海さりお            |
| ネセル         | 英真なおき | 英真なおき          | 寿つかさ   | 寿つかさ              | 天寿光希              |
| 神官ヘレウ     | にしき愛   | にしき愛            | 凛城きら   | 凛城きら              | 朝水りょう            |
| 神官メウ       | 高央りお   | 高央りお            | 松風輝     | 朝央れん              | 遥斗勇帆              |
| 女官アウウィル | 叶千佳     | 陽月華              | 瀬音リサ   | 瀬音リサ              | 二條華                |
| 女官ターニ     | 陽月華     | 南海まり            | 遥羽らら   | 遥羽らら              | 瑠璃花夏              |
| ファトマ       | 万里柚美   | 万里柚美            | 美風舞良   | 純矢ちとせ            | 白妙なつ              |

|                | 2003年星組 | 2015年宙組 |
| -------------- | ---------- | ---------- |
| ラダメス       | 柚希礼音   | 桜木みなと |
| アムネリス     | 陽月華     | 遥羽らら   |
| アイーダ       | 麻尋しゅん | 星風まどか |
| アモナスロ     | 真汐薪     | 穂稀せり   |
| ファラオ       | 祐穂さとる | 留依蒔世   |
| ウバルド       | 大真みらん | 瑠風輝     |
| ケペル         | 綺華れい   | 和希そら   |
| メレルカ       | 夢乃聖夏   | 秋音光     |
| カマンテ       | 彩海早矢   | 七生眞希   |
| サウフェ       | 鶴美舞夕   | 潤奈すばる |
| ネセル         | 美城れん   | 実羚淳     |
| 神官ヘレウ     | 大河睦     | 朝央れん   |
| 神官メウ       | 天霧真世   | 澄風なぎ   |
| 女官アウウィル | 仙堂花歩   | 真みや涼子 |
| 女官ターニ     | 陽色萌     | 美桜エリナ |
| ファトマ       | 琴まりえ   | 彩花まり   |

### スタッフ

#### 2003年
出典は90年史。スタッフ名の後ろに「宝塚」「東京」の文字がなければ両劇場共通。
- 脚本・演出：木村信司
- 演出担当（新人公演）：齋藤吉正
- 作曲・編曲：甲斐正人
- 音楽指揮：岡田良機（宝塚）・御﨑惠（宝塚）、西野淳（東京）
- 振付：マイヤ・プリセツカヤ・羽山紀代美・竹邑類・若央りさ
- ファイティング・コーディネーター：渥美博
- 装置：大田創
- 衣装：有村淳
- 照明：勝柴次朗
- 音響：大坪正仁
- 小道具：伊集院撤也
- 効果：木多美生
- 歌唱指導：楊淑美
- シンセサイザー・プログラマー：甲斐光徳
- 演出助手：齋藤吉正（宝塚）、鈴木圭（東京）
- 振付補：ワレリー・コフトン
- 振付助手：仲本智代
- ファイティング助手：亀山ゆうみ
- 装置補：広森守
- 衣装助手：川崎千絵
- 振付招聘協力：越智實・西尾智子
- 舞台進行：恵見和弘・濱野文宏
- 舞台美術製作：株式会社 宝塚舞台
- 演奏：宝塚歌劇オーケストラ
- 演奏コーディネート：新音楽協会（東京）
- 制作：村上信夫
- 特別協賛：VISAジャパングループ

#### 2015年
宝塚大劇場公演
- 脚本・演出：木村信司
- 作曲・編曲：甲斐正人
- 音楽指揮：佐々田愛一郎
- 振付：羽山紀代美・竹邑類・麻咲梨乃・百花沙里
- ファイティング・コーディネーター：渥美博
- 装置：大田創
- 衣装：有村淳
- 照明：勝柴次朗
- 音響：大坪正仁
- 小道具：西川昌希
- 歌唱指導：やまぐちあきこ
- 演出補：大野拓史
- 演出助手：樫畑亜依子
- 衣装補：加藤真美
- 舞台進行：荒川陽平（第一幕）、庄司哲久（第二幕）
- 舞台美術製作：株式会社 宝塚舞台
- 演奏：宝塚オーケストラ
- 制作：谷風宗範
- 制作補：三木規靖
- 制作・著作：宝塚歌劇団
- 主催：株式会社 阪急電鉄
- 特別協賛：VJAグループ

参考資料：宝塚大劇場公演プログラム

## 外部での上演
2009年に『The Musical AIDA -宝塚歌劇「王家に捧ぐ歌」より-』が上演された。脚本・演出は宝塚版と同じく木村が担当。主演は宝塚版でアイーダ役を務めた安蘭けい。宝塚版はラダメスが主役に対し、本作はアイーダが主役となるように脚本と演出が変更された。

### 主なキャスト
|            | 2009年   |
| ---------- | -------- |
| アイーダ   | 安蘭けい |
| ラダメス   | 伊礼彼方 |
| アムネリス | ANZA     |
| アモナスロ | 沢木順   |
| ファラオ   | 光枝明彦 |
| ウバルド   | 宮川浩   |